# 長野県南安曇農業高等学校
長野県南安曇農業高等学校（ながのけん みなみあづみのうぎょうこうとうがっこう）は、長野県安曇野市豊科にある公立農業高等学校。略称は「南農」（なんのう）。
文化祭は「南農祭」と称し、その名称は校名に由来する。

## 沿革
- 1919年（大正8年）12月27日 - 翌年4月より開校することが認可される[1]。
- 1920年（大正9年）4月15日 - 長野県南安曇農学校として開校。農業科、蚕業科を設置。
- 1926年（大正15年）3月15日 - 農業科、蚕業科を廃止、本科に統合。
- 1944年（昭和19年）
  - 2月28日 - 4月より農業土木科を設置することが認可される[2]。
  - 4月1日 - 農業土木科を設置。
- 1948年（昭和23年）
  - 4月1日 - 学制改革により、長野県南安曇農業高等学校となる。農業科、農業土木科、定時制農業科を併設。
  - 5月22日 - 定時制会田分校を設置。
- 1963年（昭和38年）4月1日 - 園芸科、生活科、定時制生活科を設置。
- 1965年（昭和40年）5月22日 - 定時制会田分校を本校に統合。
- 1972年（昭和47年）3月26日 - 定時制を廃止。
- 1989年（平成元年）4月1日 - 生物工学科を設置。
- 1993年（平成5年）3月31日 - 生活科を廃止。
- 2002年（平成14年）4月1日 - 農業科、園芸科をグリーンサイエンス科に転科。
- 2004年（平成16年）4月1日 - 農業土木科を環境クリエイト科に転科。

## 教育目標
- 健康にして教養豊かな科学的農業人の養成

## 出身者
- 藤原保信 - 政治学者、元早稲田大学教授
- 宮澤宗弘 - 前安曇野市長、元長野県議会議員

## 校章
- 校章

## 校歌・応援歌
- 校歌（作詞：高野辰之 作曲：信時潔）

## 学校周辺
- 長野県豊科高等学校
- 吉野神社
- 豊科中央公園
- 安曇野市バス「豊科中央公園西」停留所
- 新田堰
- 国道147号線
- 豊科認定こども園

## 最寄駅
- 東日本旅客鉄道大糸線：南豊科駅